# Dál bhat
Dál bhat nebo dal bhat (hindsky: दालभात, urdsky: دال بھات, bengálsky: ডাল ভাত, gudžarátsky: દાળ ભાત, maráthsky: डाळ भात, ásámsky: dali bhat) je tradiční jídlo indického subkontinentu, oblíbené v mnoha oblastech Nepálu, Indie, Pákistánu a Bangladéše. Skládá se z rýže vařené v páře a vařené čočky nebo jiných luštěnin, kterým se říká dál. V těchto zemích je to základní potravina. Bhat nebo čawal znamená v řadě indoárijských jazyků „vařená rýže“.
Ve vyšších nadmořských výškách v Nepálu, nad 2000 m, kde rýže neroste dobře, se může nahradit jinými obilovinami, jako je kukuřice, pohanka, ječmen nebo proso, a to ve vařeném pokrmu zvaném dhindo nebo atho v Nepálu. Bhat se v Nepálu může doplňovat roti (kolečka nekvašeného chleba).
Dál lze vařit s cibulí, česnekem, zázvorem, chilli, rajčaty nebo tamarindem, kromě čočky nebo fazolí . Vždy obsahuje bylinky a koření, jako je koriandr, garam masala, kmín a kurkuma . Recepty se liší podle ročního období, lokality, etnické skupiny a rodiny.
Dál bhat se často podává se zeleninovým tarkari nebo torkari ( तरकारी v hindštině, তরকারি v bengálštině) – směsí dostupné sezónní zeleniny. V nepálštině a bengálštině (ডাল ভাত তরকারি) se také nazývá dal bhat tarkari (दाल भात तरकारी). Někdy se přidává i malá porce nakládané zeleniny (tzv. achar nebo loncha). V Bengálsku (Západní Bengálsko a Bangladéš) může dál bhat doprovázet machh bhaja (মাছ ভাজা - smažená ryba).

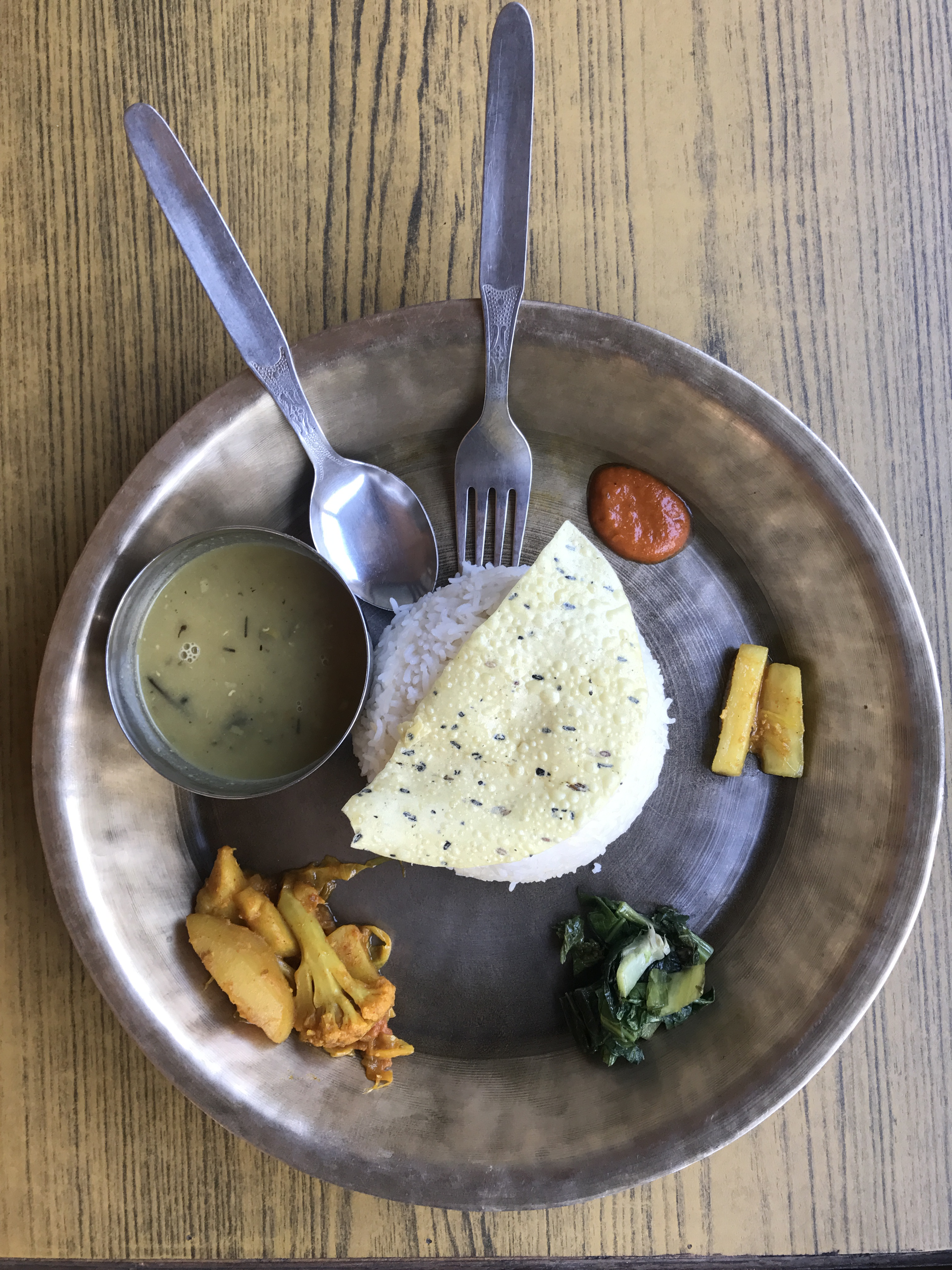
dal bhat v nepálském stylu